# Agios Thyrsos

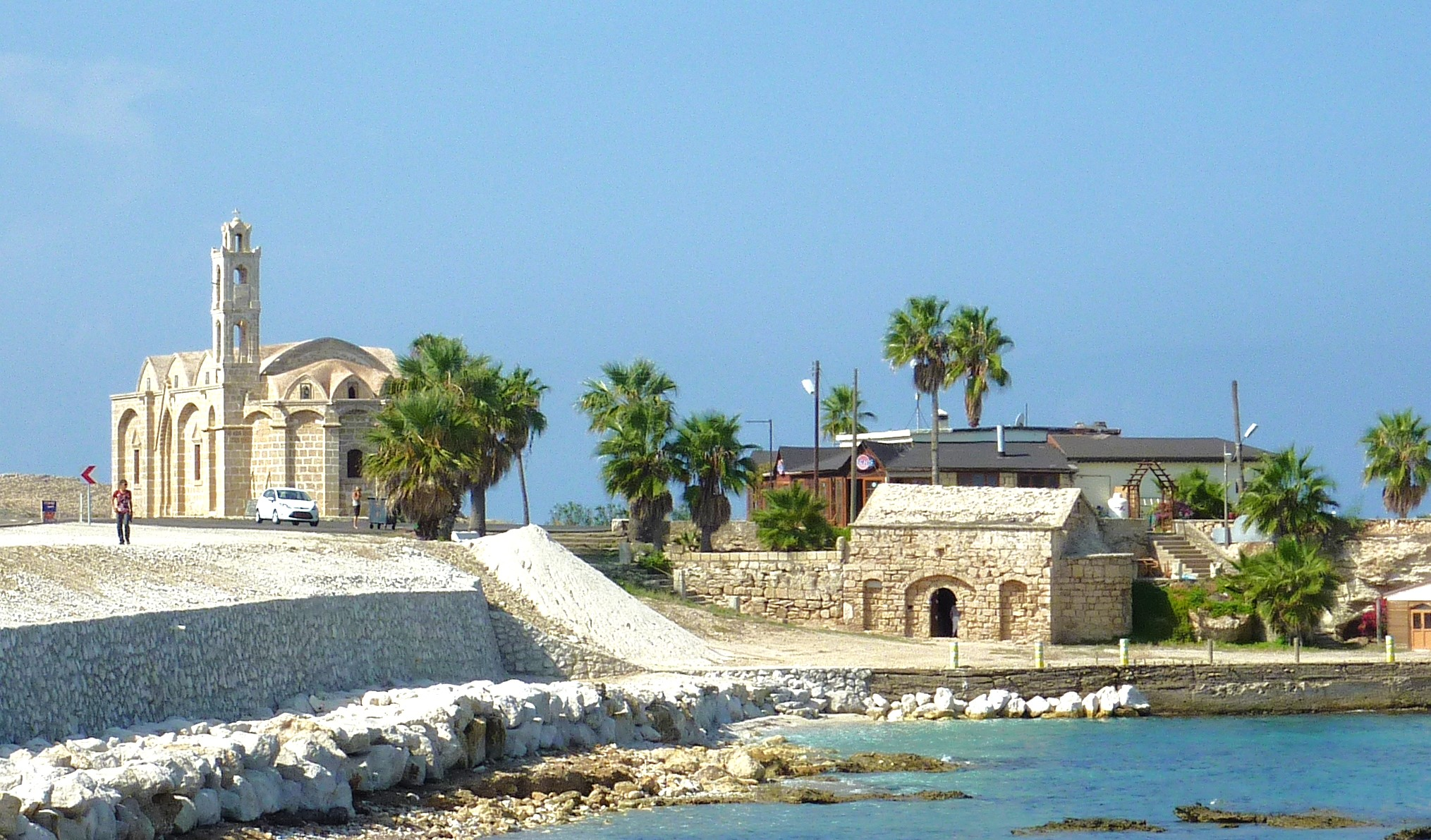
Die Kirche, die dem heiligen Thyrsos geweiht ist, sowie die dazugehörige Kapelle, 2014

Agios Thyrsos, auch Agios Therisos genannt, ist eine griechisch-orthodoxe Kirche östlich von Yialousa/Yeni Erenköy auf der Karpas-Halbinsel, die im Verlauf der Zypernkrise geplündert wurde, ebenso wie der Friedhof zerstört wurde.
Neben der Kirche, die Thyrsos, einem Märtyrer unter Kaiser Decius, der aus dem kleinasiatischen Apollonia (Mysien) stammte, gewidmet ist, befindet sich eine Kapelle. Die Quelle bei der Kapelle war für ihr heilendes Wasser berühmt, das auch Frauen zur gewünschten Schwangerschaft verhelfen sollte, die dorthin pilgerten.
Zwar wird sie in manchen Reiseführern als mittelalterliche Kirche bezeichnet, jedoch bezieht sich dies nur auf die direkt am Ufer gelegene, teils in den Stein hineingebaute Kapelle. Jene markiert den Ort einer lokal verehrten Grotte. Bei der großen Kirche etwas oberhalb handelt es sich um ein historistisches Gebäude aus der späten osmanischen Herrschaftszeit. Seit Öffnung der Grenze zwischen Nordzypern und der Republik Zypern wird die Kirche wieder von Besuchern mit Kerzen und Votivgaben ausgestattet.

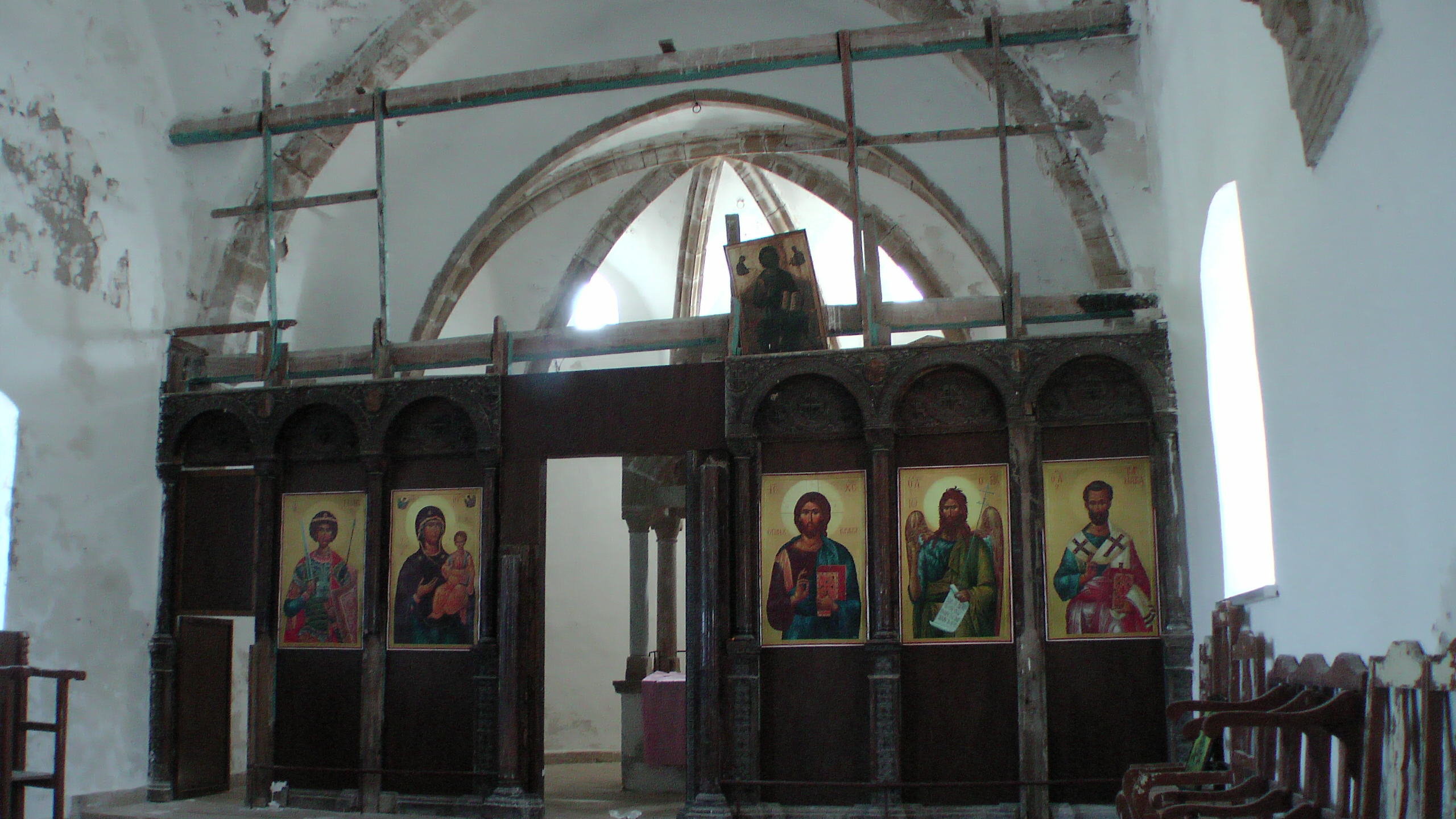
Die geplünderte Ikonostasis mit ersatzweise aufgehängten Ikonenpostern

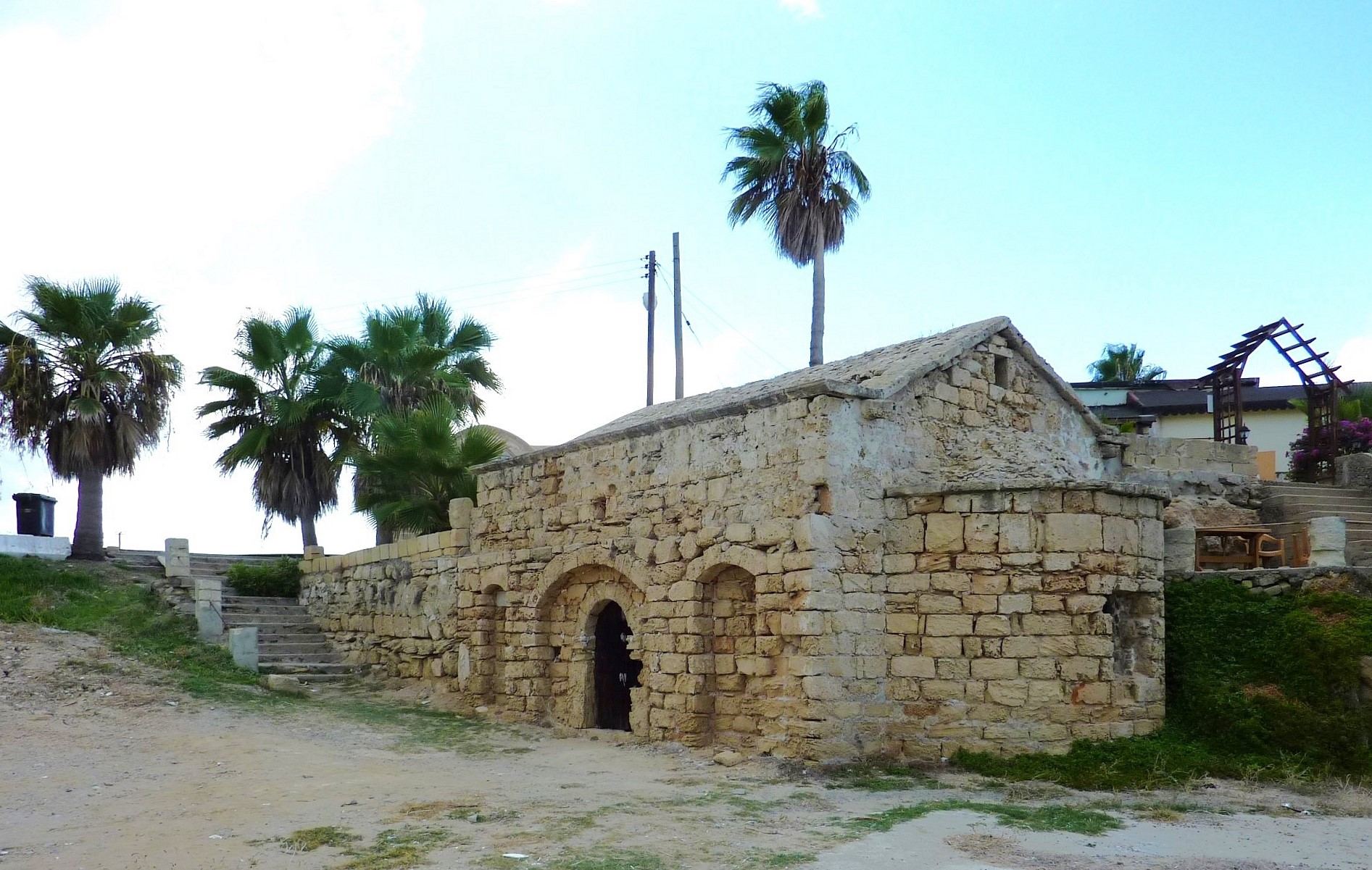
Die Kapelle

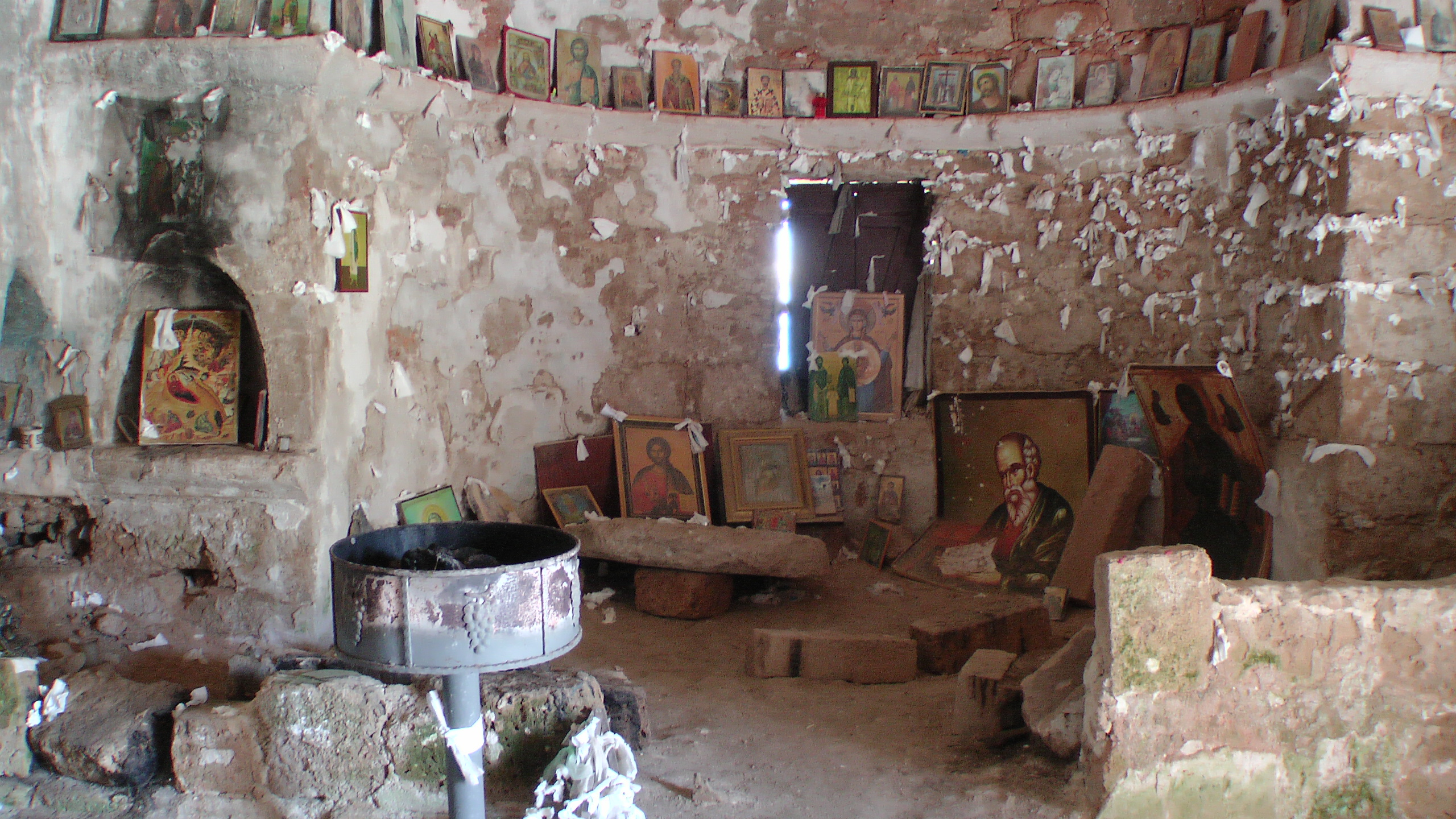
Kapelle der Agios Thyrsos, Fundament der geplünderten Ikonostasis

Unweit der Kirche befinden sich Überreste der Sommersiedlung Machairionas, die aus etwa 20 Häusern bestand.
Nahe der Kirche befanden sich eine befestigte Siedlung, dazu wurden an der Fundstelle Vikla Scherben gefunden, die in die Mittlere Bronzezeit datieren. Auch fand man eine 126 cm hohe Jünglingsstatue aus Poros, dem am häufigsten gebrauchten Stein.